# Habermania
Habermania là một chi bướm đêm thuộc họ Geometridae.